# Grisholmen (Fjell)
Ne doit pas être confondu avec Grisholmen.
Grisholmen est une île dans le landskap Sunnhordland du comté de Vestland. Elle appartient administrativement à Øygarden.

## Géographie
Rocheuse et désertique, elle s'étend sur environ 133 m de longueur pour une largeur approximative de 56 m. Elle compte plusieurs habitations. 